# 熊谷市立熊谷東中学校
熊谷市立熊谷東中学校（くまがやしりつ くまがやひがしちゅうがっこう）は、埼玉県熊谷市にある公立中学校。

## 概要
1947年（昭和22年）に埼玉県熊谷市立桜田中学校として設立された。
後の1961年（昭和36年）に星宮中学校と統合され現在の埼玉県熊谷市立熊谷東中学校が設置された。
学年別にカラーがあり、赤・緑・青に振り分けられている。通称は「がっ中（がっちゅう）」

## 部活動
運動部
- ラグビー部
- 陸上部
- 野球部
- ソフトボール部
- サッカー部
- 男子バスケットボール部
- 女子バスケットボール部
- 男子テニス部
- 女子テニス部
- 男子バレーボール部
- 女子バレーボール部
- 男子卓球部
- 女子卓球部
- 剣道部
- 柔道部

文化部
- 手芸調理部
- 美術部
- 合唱部
- パソコン部

## 著名な出身者
- 加藤尋久 - 元ラグビー選手、ラグビー指導者
- 堀越正巳 - 元ラグビー選手、元日本代表、ラグビー指導者[1]
- 中島正太 - 元ラグビー選手、7人制日本代表アナリスト、元日本代表アナリスト[2]
- 大戸裕矢 - ラグビー選手、日本代表[3]
- 山沢拓也 - ラグビー選手、日本代表
- 山沢京平 - ラグビー選手、U20日本代表
- 橋本大吾 - ラグビー選手、日本代表